# 특별영주자
특별영주자(特別永住者, 일본어: 特別永住者, 영어: Special Permanent Resident, SPR)는 1991년 11월 1일에 시행된 일본의 법률 《일본과의 평화 조약에 따라 일본 국적을 이탈한 자들의 출입국 관리에 관한 특례법》에 나와 있는 '특별영주자' 해당 요건을 충족시키는 사람을 말한다.
제2차 세계 대전 패전 후 일본에 의해 식민 지배를 받았던 조선은 연합국에 분할 점령 후 대한민국과 조선민주주의인민공화국으로 독립하였다. 마찬가지로 일본의 식민 지배를 당했던 대만은 중화민국에 병합되었다. 그 결과, 지금까지 일본 식민지에서 일본 국민으로 있던 조선인과 대만인은 일본 국적을 상실하게 되었다. 일본 정부는 이 중 일본에 거주하던 사람(전쟁 전까지 일본 국적을 가지고 일본에서 생계를 유지하고 있던 사람)에 대한 구제조치로 한때 일본 국적을 가지고 있던 사람에게 특별 영주권을 부여해 다른 외국인과 명확하게 구분하여 취급하였다. 현재 특별영주자 자격은 1945년 당시 일본 국적을 상실하게 된 일본 거주 국적이탈자(조선인과 대만인)와 그 자손들에게 부여되어 있다. 재일교포를 분류할 때 한일 국교정상화 시점인 1965년을 기준으로 그 이전에 일본에 이주한 사람을 올드커머(old comer), 그 이후에 이주한 사람을 뉴커머(new comer)로 분류하는데, 대개 올드커머에 해당하는 사람들이 특별영주권을 가지고 있다. 하지만 실제로 한국계 특별영주자 중에는, 전후에 밀항해서 일본에 들어온 자도 다소간 섞여있는 것으로 알려져 있다.
2024년 말, 특별영주자의 실제 수는274,023명으로, 전체 재일 교포(432,444명) 중 약 63%를 차지하고 있다. 국적별로는 "한국적, 조선적"이 99%를 차지한다. 거주지는 오사카부, 효고현, 교토부의 킨키 3부 현에 약 45%가 집중된다.

## 특별영주자의 요건
특별영주자로 인정되기 위해서는 다음과 같은 요건을 충족시켜야 한다.
1. 평화 조약 국적 이탈자 또는 평화 조약 국적 이탈자의 후손. 1991년 11월 1일(특례법 시행일) 현재 다음 각 호의 중에 어느 하나라도 해당하여야 한다.
(1) 다음 중 하나에 해당할 것
[가] 1952년 법률 제 126호 제2조 제6항의 규정에 의하여 체류하고 있는 자(평화 조약 국적 이탈자로 당분간 체류 자격을 가지지 않고 일본에 체류할 수 있는 것으로 된 자)
[나] 일본 거주 대한민국 국민의 법적 지위와 대우에 대한 일본과 대한민국 간의 협정 실시에 따른 출입국 관리 특별법(舊 한일 특별법. 지금은 폐지)의 규정에 따라 영주 허가(소위 협정 영주)를 받고 있는 사람
[다] 입관 특별법 개정 전의 입국 관리법 (이하 "舊 입관 법"이라 한다)의 규정에 따라 영주 자의 체류 자격을 가지고 체류하는 자
(2) 구 입관 법에 따라 평화 조약 관련 국적 이탈자의 자손의 체류 자격을 가지고 체류하는 자
2. 평화 조약 국적 이탈자의 자손 출생 기타 사유는 도착 수속을 거치지 않고 일본에 체류하는 사람으로, 60일 이내에 법무 대신에게 특별 영주 허가 신청을 허가받은 자
3. 평화 조약 국적 이탈자 또는 평화 조약 국적 이탈자의 자손 중 "일본인의 배우자" 혹은 "영주자의 배우자"또는 "정주자"의 체류 자격을 가진 자로서 지방 입국 관리국에서 법무 대신에게 특별 영주 허가 신청하여여 허가받은 자

위의 조건은 특히 1952년 4월 28일 발효된 샌프란시스코 강화조약에 의해 일본 국적을 이탈한 것으로 되어있는 재일 조선인과 재일 대만인(조선 호적령과 대만 호적령의 적용을 받고 있던자가 1945년 9월 2일 이전부터 일본 내지에 계속 체류하고 있는 사람)이 대상이 된다. 일본 국외로 출국하여 체류 자격을 상실한 자(일반적으로 한국에 귀국한 사람을 가리킨다)는 여기에서 말하는 "평화조약 국적 이탈자"에는 해당되지 않는다. 그리고 "평화조약 국적 이탈자의 자손"은 평화조약 국적 이탈자의 직계 후손으로, 일본에서 출생한 이후 계속해서 일본에 거주하는 자 것이 기본적인 충족 조건이다. 따라서 평화조약 국적 이탈자의 후손이지만 일본 국외에서 출생한 경우에는 특별영주 허가를 얻을 수 없다.

## 역사적 배경
황국신민화 정책 때문에 강제로 일본 국민이 되었던 조선 사람이 지금과 같이 감시와 관리 대상인 외국인으로 분류된 것은 1947년 외국인등록령을 공포한 뒤부터다. 결과적으로 현재 많은 사람들이 일본에서 특별영주자로 생활하고 있다. 해방 후에도 제주4.3사건이나 6.25 전쟁과 같은 비극으로부터 피하기 위해서 한국을 탈출한 사람들, 외화 벌이를 위해 일본에서 직장을 구한 사람들, 전쟁 이후 선진기술을 물색하여 유학을 온 사람 등 많은 한국·조선인이 일본에 이민해 특별 영주 자격을 얻었다. 

1950년 6월 28일의 산업 경제 신문(현 산케이신문의 옛이름) 조간은 「종전 후, 우리나라에 불법 입국한 조선인의 연간 총인원은 약 20만에서 40만으로 추정되어 전체 재일 조선인 추정수인 80만명의 절반에 달하고 있다」고 전한다. 이렇게 해방 이전에 남아있던 세력과 한일 협정 이전에 들어온 한국인들이 특별영주자의 근간을 이루고 있다.(자세한 역사는 재일 한국인#역사 참조)

## 대한민국 국적과 조선적
해방 후, 일본 국적을 상실하게 된 특별영주자들은 무국적 상태가 되었다. 당시는 한반도에 정식 정부가 출범하기 전이어서 일본 국적을 상실한 조선 사람은 '조선반도 출신자'라는 뜻밖에는 없는 '조선'(조선적)을 출신지역명으로 사용하게 되었다. 그러다가 1965년에 한일기본조약이 체결되면서 일본이 대한민국과 수교하였고, 조선적으로 교육이나 취업 등 여러 차별을 받고 살던 특별영주자들은 점차 대한민국 국적을 취득하기 시작하였다. 대한민국 국적을 취득하더라도 여전히 차별을 받았지만, 대한민국 입국이나 일본 밖으로의 왕래에 이점이 있고 원래 고향이 남한 지역인 사람이 많아서 대한민국 국적을 취득하는 이들이 점차 증가하였다.
1990년 말에 특별영주자 가운데 약 20%를 차지하던 조선적의 수는 계속 줄어들어서, 2024년 기준으로 전체 특별영주자 가운데 대한민국 국적자는 25만여 명, 조선적은 2.3만여 명이었다. 조선적 중 상당수가 조선민주주의인민공화국을 지지하는 재일본조선인총연합회(이하 총련)에 소속되어 있는 것은 사실이지만, 대한민국을 지지하는 재일본대한민국민단(이하 민단)과 총련 그 어느 쪽에도 소속하고 싶지 않은 사람이나 단지 민족의 근원으로서의 조선이라는 용어에 애착을 느끼면서 살아가는 사람도 적지 않다는 점에서 '조선 국적'이 곧 '총련계'를 뜻하는 것은 아니다. 일본 정부 스스로도 인정하고 있듯이 ‘조선적’은 존재하지 않는 국적이라서 난민으로 취급하며 일본이 일방적으로 부여한 기호에 불과할 뿐, ‘조선민주주의인민공화국’ 국적을 의미하는 것이 아니다.

## 특례
특별 영주자는 일찍이 일본 국적 소지자였다는 역사적 사실이 있기 때문에 다른 외국인(특히 일반 영주자)과 비교해서 다음과 같은 특례 조치를 받는다.

### 강제 퇴거
특별 영주자는 강제 퇴거되는 조건이 다른 외국인보다 제한된다(특례법 제9조). 그들에게 적용되는 강제 퇴거의 구체적인 조건은 다음과 같다.
- 내란죄, 내란예비죄, 내란음모죄, 내란 등 방조죄로 금고형 이상에 처해짐(집행 유예가 있는 경우는 제외)
- 외환 유치 범죄, 외환 원조 범죄 또는 그 미수죄, 음모죄로 금고형 이상에 처해짐(집행 유예가 있는 경우는 제외)
- 외국의 국장(국가의 권위를 나타내는 휘장의 총칭) 파괴죄, 사전예비죄, 사전음모죄, 중립 명령 위반죄로 금고형 이상에 처해짐
- 외국 원수, 외교 사절 또는 그 공관에 대한 범죄로 금고형 이상이 처해졌으며, 법무부 장관이(외무 대신과 협의) 일본의 외교상의 중요한 이익이 손상되었다고 인정한 경우
- 무기 또는 7년 이상의 징역 혹은 금고에 처해졌으며 법무부장관이 일본의 중대한 이익을 해칠 수 있었다고 인정한 경우

특별 영주자 이외의 외국인의 강제 퇴거 수속이 <출입국관리 및 난민 인정법 제 24조에 규정된 강제 퇴거 사유(20항목 이상으로 구성)>을 기반으로 하는 반면, 특별영주자는 동 조항을 적용받지 않고, 위와 같은 일본의 치안 이익과 관련되는 중대한 사건을 일으키지 않는 한 강제 퇴거가 될 수 없다. 또, 실제로 7년 이상의 징역 또는 금고형에 처해진 특별 영주자는 존재하지만, 법무대신이 일본의 중대한 이익을 해칠 수 있었다고 인정한 적이 단 한 차례도 없었기 때문에 실제로 강제퇴거가 이루어진 적은 없다. 때문에 조항이 사문화하고 있다는 일본 내부의 비판이 있다.

### 재입국 허가
2007년 11월 20일 이후 외국인은 일본 입국(재입국 포함)시 얼굴 사진과 양쪽 집게손가락 지문을 인식하여 제출할 것을 요구받지만, 특별 영주자는 이를 면제받는다. 또한, 입국심사에 있어서 일반 외국인은 상륙 거부 사유에 해당하는 경우에 상륙을 거부당할 수 있지만, 특별 영주자의 경우 유효한 여권을 가지고 있는지의 여부 하나만을 심사받는다. 만약 상륙 거부 사유에 해당하더라도 재입국 할 수 있다. 또한 일반 외국인의 경우 재입국 유효 기간 제한은 3년이지만, 특별영주자의 한도는 4년이다. 그리고 재입국 허가를 받고 출국한 사람에 대해 해당 권한 유효기간 내에 재입국할 수 없는 상당한 이유가 있었다고 인정받은 경우에는 신청한 날로부터 5년을 초과하지 않는 범위 내에서(통상 외국인의 경우는 4년을 넘지 않는다) 유효 기간의 연장을 허용할 수 있다.

### 등록 증명서 휴대 의무 제재의 특례
일반 외국인의 경우, 등록 증명서를 휴대하지 않을 경우 형사처벌로 20만엔 이하의 벌금 처벌을 받을 수 있지만, 특별영주자의 경우 행정 처벌로 10만엔 이하의 과태료의 처벌을 받는다. 그리고 증명서 휴대 의무 위반을 이유로 현행범 체포와 강제 수사의 대상이 되지 않는 것으로 한다.(제시 의무를 위반할 경우에는 형사 처벌 대상이 된다)
2012년 7월 9일 《외국인등록법》 폐지로 〈외국인등록증명서〉는 〈특별영주자증명서〉로 대치되고, 상시 휴대 의무도 폐지될 예정이다. 그러나 제시 거부 등은 여전히 불법이다.

### 고용 대책법에 근거한 신고 의무 면제
2007년 10월 1일부터 사업주는 고용 대책법에 따라 외국인을 고용하는 경우와 실직한 경우, 공공 직업 안정소에 대한 신고 의무가 있다. 특별영주자에 대해서는 외교 공용 체류 자격을 가진 사람과 함께 신고 의무가 없다. 또한 국가 또는 지방 자치 단체가 외국인을 고용하는 경우도 공공 직업 안정소에 그 사실을 통보해야 하는데, 특별영주자에 대해서는 그 적용이 없다.

## 자격의 상실
특별 영주자여도, 미리 재입국 허가를 받지 않고 일본에서 출국하거나 재입국 허가 유효기간이 소멸한 후에도 일본에 입국하지 않을 경우에는 특별 영주자 자격을 상실한다. 상실했을 경우엔 다시 특별 영주자 자격을 취득할 수 없다. 특별 영주자 자격을 유지하는 조건 일본에 계속 체류하는 것이기 때문에 재입국 허가를 받지 않은 채 출국했을 경우, 재입국 유효기간이 지나도 일본에 입국하지 않는 경우에는 출국한 시점으로 거슬러 올라가 특별 영주자 자격을 상실한다. 덧붙여 재입국 허가를 얻어 출국하고 그 유효기간 내에 재입국했을 경우에는 계속 일본에 체류한 것으로 간주된다.(이는 체류 자격에 관한 해석 편의상에 한정된 개념이며, 시효의 정지·세법의 적용 등 다른 법령의 해석에는 영향을 주지 않는다.)
특이한 사례로, 일시적 출국에 임박하여 재입국 허가를 신청했지만, 외국인 등록 원표의 지문 날인 거부 등에 의해 신청이 불허가가 되었을 경우에는 재입국 허가 없이 일본에서 출국했기 때문에 협정 영주 자격을 상실한다. 이 경우 다시 일본에 올 때 당시의 체류 자격이 부여되며, 행정 소송 등을 통해 자격이 부활한 예가 있다(입관특례법부칙 제6조의 2).

## 특별영주자의 수와 거주지
| 연도 | 특별영주자수 | 전체 외국인 중 비율 |
| ---- | ------------ | ------------------- |
| 1991 | 693,050      | 약 57%              |
| 1996 | 554,032      | 약 39%              |
| 1997 | 543,464      | 약 37%              |
| 1998 | 533,396      | 약 35%              |
| 1999 | 522,677      | 약 34%              |
| 2000 | 512,269      | 약 30%              |
| 2001 | 500,782      | 약 28%              |
| 2002 | 489,900      | 약 26%              |
| 2003 | 475,952      | 약 25%              |
| 2004 | 465,619      | 약 24%              |
| 2005 | 451,909      | 약 22%              |
| 2006 | 443,044      | 약 21%              |
| 2007 | 430,229      | 약 20%              |
| 2008 | 420,305      | 약 19%              |
| 2009 | 409,565      | 약 19%              |
| 2019 | 312,501      | 약 11%              |
| 2020 | 304,430      | 약 11%              |
| 2021 | 296,416      | 약 11%              |
| 2022 | 288,980      | 약 9%               |
| 2023 | 281,218      | 약 8%               |
| 2024 | 274,023      | 약 7%               |

2024년의 특별 영주자의 수는, 법 시행 당시인 1991년(약 69만명)과 비교해 56% 감소해 약 27만명이다. 일본에 사는 외국인 전체(약 376만명) 중에서 약 7%를 차지하지만, 13년전과 비교해 비율이 반감됐다. 다른 나라에서 이주하는 외국인의 수가 늘었기 때문에 전체적인 비율이 빠른 속도로 감소했고, 절대적인 수가 줄게 된 원인은 일본으로의 귀화나 고령화 등으로 보인다.
특별 영주자의 국적 중 한국적·조선적인이 27만 560명(99%), 중국［대만］인은 1013명(0.4%), 그 외가 2450명(0.8%)이다. 2007년 말에 처음으로 일반 영주자의 수를 밑돌았다. 특별 영주자는 한국적·조선적이99%를 차지하는데 비해, 일반 영주자는 중국［대만］·브라질·필리핀이 상위 3국으로 전체의 3분의 2를 차지한다.
지역별 특별영주자 수(2024년 말 기준)
| 지역                 | 인구수 | 구성비 |
| -------------------- | ------ | ------ |
| 오사카부(大阪府)     | 69,484 | 25.4%  |
| 도쿄도(東京都)       | 38,471 | 14.1%  |
| 효고현(兵庫県)       | 32,443 | 11.8%  |
| 아이치현(愛知県)     | 21,525 | 7.9%   |
| 교토부(京都府)       | 18,281 | 6.7%   |
| 가나가와현(神奈川県) | 15,309 | 5.4%   |
| 후쿠오카현(福岡県)   | 10,166 | 3.7%   |
| 사이타마현(埼玉県)   | 7,982  | 2.9%   |
| 치바현(千葉県)       | 6,886  | 2.4%   |
| 히로시마현(広島県)   | 5,840  | 2.1%   |
| 야마구치현(山口県)   | 4,261  | 1.6%   |
| 오카야마현(岡山県)   | 3,729  | 1.4%   |
| 미에현(三重県)       | 3,307  | 1.2%   |
| 시가현(滋賀県)       | 3,238  | 1.2%   |
| 기후현(岐阜県)       | 3,003  | 1.1%   |
| 홋카이도(北海道)     | 2,712  | 1.0%   |
| 시즈오카현(静岡県)   | 2,703  | 1.0%   |
| 나라현(奈良県)       | 2,546  | 0.9%   |
| 나가노현(茨城県)     | 1,973  | 0.7%   |
| 후쿠이현(長野県)     | 1,802  | 0.7%   |
| 미야기현(宮城県)     | 1,565  | 0.6%   |
| 와카야마현(福井県)   | 1,551  | 0.6%   |
| 기타                 | 15,246 | 5.5%   |

특별 영주자는 대도시권에 집중되어 있는 것이 특징으로, 킨키권(오사카부·효고현·교토부의 3 부현)에 44.6%, 수도권(도쿄도·가나가와현·사이타마현·치바현의 4 도현)에 21.5%, 중교권(아이치현·미에현·기후현의 3현)에 10.8%가 거주하고 있다. 이 세 지역의 인구를 합하면 76.9%로, 전체의 2/3이상이 대도시에 집중되어 있다. 따라서 향후 외국인 지방 참정권을 주게 되면, 이들 대도시권의 선거에서 당락의 결정권을 잡을 가능성이 높아 일본 내에서 외국인 참정권에 대한 우려가 제기되고 있다.

## 직업군
| 산업 구분           | 정규직 근로자 | 비정규직 근로자 | 자영업자 | 총합    |
| ------------------- | ------------- | --------------- | -------- | ------- |
| 농림 어업           | 229           | 125             | 203      | 872     |
| 건설업              | 11,067        | 2,487           | 6,408    | 25,542  |
| 제조업              | 16,883        | 3,411           | 5,404    | 31,100  |
| 정보통신업          | 4,039         | 609             | 314      | 5,699   |
| 운수업              | 7,715         | 1,409           | 1,503    | 11,528  |
| 도매 및 소매업      | 19,282        | 5,646           | 5,575    | 36,688  |
| 음식점, 숙박업      | 10,097        | 5,202           | 11,715   | 34,583  |
| 의료, 복지          | 8,241         | 2,058           | 1,203    | 12,279  |
| 교육, 학습지원 업무 | 3,774         | 1,638           | 666      | 6,297   |
| 서비스업            | 19,828        | 5,658           | 5,526    | 38,600  |
| 기타                | 12,774        | 2,818           | 3,359    | 22,700  |
| 합계                | 113,929       | 31,061          | 41,876   | 225,888 |

• 5열 '총합'은 가족 종사자와 보고되지 않은 고용 수치를 포함한다

특별영주자들은 일본 국적이 아닌 한국/조선 국적을 가지고 있기 때문에 직업을 선택하는 데에 있어서 차별을 받고 있다. 따라서 특별영주자 중에서도 사업상의 어려움 등을 이유로 들어 한국 국적이나 조선적을 가지고 있는 사람이 귀화하여 일본 국적을 취득하는 경우도 있다. 국적을 유지하는 나머지 사람들은 출신성분보다 ‘실력’을 우선시하거나, 국적에 구애받지 않고 할 수 있는 일을 선호하는 편이다. 실제로 재일 한인들의 자영업 비율(약 18%)은 일본의 평균적인 자영업 비율(9%)보다 두배가량 높고, 연예인과 스포츠선수, 유흥업에 많이 진출한 이유도 위에서 언급한 것과 같은 맥락이라고 볼 수 있다. 재일 한국인들이 업계를 주도하는 분야로는 일본의 도박산업인 파친코가 대표적이다. 일본에서는 전통적으로 파친코 업계를 천대시하는 문화가 있었고, 언어문제로 기술을 습득하기 힘든 교포 1세대들에게는 상대적으로 진출하기 쉬운 분야였기 때문에 한인들에게 많은 기회가 돌아갈 수 있었다. 현재 파친코 1위 업체인 마루한의 회장인 한창우도 특별영주자 출신이며(2000년 귀화하여 현재는 ‘한국계 일본인’이다), 전체 파친코 시장의 70% 이상을 한국 혹은 조선 국적의 사람들이 장악하고 있다. 이밖에도 불고기(焼き肉) 업계도 상당수 한인들이 장악하고 있다.

## 한국과 일본에서의 참정권
대한민국에서는 재외 한국인의 선거권부여가 확정되면서, 특별영주자들도 대통령 선거와 국회의원 선거에 투표할 수 있다. 단, 국내에 거소가 신고되지 않은 경우에는 비례대표에만 투표할 수 있다. 재외 한국인들의 첫 선거권행사는 2012년 4월, 19대 총선거부터 시작되었다.
일본에서의 참정권 문제는 보다 복잡하다. 한반도와 대만에서 전쟁 당시에 이주해 온 사람들과 그 후손으로 현재도 일본 국적을 취득하지 않은 이른바 "특별 영주권자" 인구는 274,023명 (재일 한국인 270,560명, 대만인 1,013명)이다. 또한 특별영주자와 별도로 "영주자"로서의 체류 자격을 가진 재일 외국인의 인구는 2024년말 기준으로 918,116명이다. 이렇게 많은 재일 외국인들이 모두 참정권을 가질 경우 일본의 정치상황에 상당한 파급력을 가질 것으로 보인다.
일본의 영주 외국인 참정권 문제에 대해서 특별영주자에게만 참정권을 부여할지, 특별영주자와 일반영주자 모두에게 참정권을 부여할지에 대해 의견이 갈라진다. 본래의 특별 영주자 자격요건 (전쟁 전부터 일본에 거주하고 있던 외국인)에 맞지 않는 자격자, 즉 밀입국자의 존재는 토론을 더욱 어렵게 만들고 있다. 또한 외국인에 대한 참정권 부여는 원칙적으로 위헌이므로 개헌이 필요하며, 일본의 안보상에 위험을 유발할 수 있다고도 지적하는 의견이 있어 이러한 문제는 쉽게 해결되기 어려운 난제로 남아 있다. 특히 극우 세력에서는 이들이 참정권을 얻는 것에 대해 강력하게 반대하며, 최근 재외 한국인에게 선거권이 생기면서 이들에게 일본에서의 참정권까지 줘야 하느냐에 대해서도 이슈가 되고 있다.
2009년에 민주당이 집권하면서 특별영주자들에게 참정권을 부여하는 것이 긍정적으로 검토되었으나 한동안 논의가 정체되었고, 최근 일본을 방문했던 이명박 대통령이 일본을 향해 재일영주자의 참정권을 보장할 것을 촉구하는 것이 기사화되기도 했다.

## 한국에서의 법적 지위
일본 내에서 특별영주자는 일반영주자와 다른 법적 지위를 가지고 있지만, 한국에서는 둘 다 모두 재외동포로 분류된다. 따라서 특별영주자 역시 1999년 9월 2일 재외동포의 대한민국 출입국과 대한민국 안에서의 법적 지위 보장을 목적으로 제정된 '재외동포의 출입국과 법적 지위에 관한 법률(재외동포법)'과 그 시행령, 시행규칙의 적용을 받는다. 처음 재외동포법이 제정될 당시에는 법이 재외동포의 범위를 '대한민국 국적을 가진 해외 영주권자', '대한민국 국적을 가졌다가 외국 국적을 취득하면서 국적을 포기한 사람과 그 직계 비속'으로 제한함으로써 특별영주자들은 재외동포에서 제외되는 문제가 있었다. 하지만 2004년 법이 개정되면서 재외동포를 '대한민국 국적을 가진 해외 영주권자', '대한민국의 국적을 보유하였던 자(대한민국정부 수입 이전에 국외로 이주한 동포를 포함한다) 또는 그 직계비속으로서 외국국적을 취득한 자'로  새롭게 정의하여, 특별영주자 역시 해외동포의 범위에 포함되었다. 하지만 여전히 조선적을 가진 특별영주자는 재외동포법상 '무국적'으로 되어 있어 법의 혜택을 받지 못하고 있다. 때문에 조선적 특별영주자의 경우 북한과의 관계가 냉각되면 입국이 거부되는 경우가 늘어나고 있으며, 이러한 내용은 언론을 통해 여러차례 문제제기 되고 있다.. 특별영주자 중에서 병역의 의무를 다해야 하는 나이가 된 사람은 '해외이주 재외국민 2세 제도'의 적용을 받게 되기 때문에, 「해외이주법」에 의하여 영주귀국의 신고를 한 경우(국외출생자로서 주민등록을 설정하고 국내 거주하는 사람 포함)에만 병역의무를 부과받게 된다.

## 한국인의 특별영주자에 대한 인식
특별영주자라는 용어 자체가 일본 법을 기준으로 분류된 것이기 때문에, 한국 사람들에게는 특별영주자라는 말보다는 재일 교포 혹은 재일 동포라는 용어를 친숙하게 받아들이고 사용하고 있다. 재일 교포가 민단 계열과 총련 계열로 나뉘어 있다는 사실을 알고 있는 사람은 많지만, ‘조선적’이 무엇인지 정확하게 모르는 경우가 많다. ‘조선족’을 잘못 표기한 것이라고 오해하는 사람들도 있다. 총련 계열의 사람들이 조선적인 것은 맞지만, 조선적을 가지고 있음에도 총련을 지지하지 않는 사람이 오히려 많음에도 조선=북한이라는 인식 때문에 조선적을 가진 사람을 북한 지지자로 오인하는 경우가 많다.
원래는 특별영주자들의 삶에 대해서는 원래 잘 알려져 있지 않았지만, 최근에는 재일 한국인 문학이나 다양한 언론 매체를 통해서 특별영주자의 생활, 그들의 삶과 관련된 이슈 등이 차츰 알려지고 있다. 가장 대표적인 것이 일본 교토 우토로 마을이다. 2005년 EBS에서 방영하는 지식채널e를 통해 우토로 문제가 방영되었고, 이에 대한 사실이 널리 알려지면서 여기에 대한 지원이 이어졌다. 이것이 결실을 맺어 2011년 한국 정부가 설립한 '우토로 재단법인'이 우토로 지역을 매입하여 마을 사람들에게 도움을 주기도 하였다.

## 같이 보기
- 재일 한국인
- 재일 한국인 목록
- 재일대만인
- 조선적